# Gudrun Ensslin
Gudrun Ensslin (Bartholomä, 15 de Agosto de 1940 - Estugarda, 18 de Outubro de 1977) foi um dos membros fundadores e líder da Fração do Exército Vermelho, organização guerrilheira alemã de extrema esquerda, também conhecida como Grupo Baader-Meinhof.
Gudrun Ensslin nasceu numa pequena cidade do estado de Baden-Württemberg, que na época pertencia à República Federal Alemã (ou Alemanha Ocidental). Era a quarta de sete filhos. A sua mãe chamava-se Ilse Ensslin e o seu pai Helmut Ensslin. Helmut era um pastor da "Evangelische Kirche in Deutschland" (EKD, Igreja Evangélica na Alemanha), uma igreja  que se tinha formado em reação ao nazismo.
Aos dezoito anos, Gudrun participou durante um ano num intercâmbio estudantil nos Estados Unidos da América, estudando numa escola local da Pensilvânia.
Ingressou de seguida na Universidade de Tübingen, onde estudou filosofia, estudos anglísticos e germanísticos. Foi na universidade, em 1962, que conheceu um jovem de esquerda de nome Bernward Vesper, filho de um nazi, que se tornou seu namorado. Com Vesper e mais dois estudantes, Gudrun fundaria uma pequena editora, a Studio Neue Literatur, uma editora que publicaria apenas dois livros.
Gudrun pretendia ser professora primária, mas após ter obtido uma nota de aptidão para esta profissão que não correspondia às suas expectativas, decidiu optar pelo doutoramento. Gudrun e Vesper tornaram-se noivos em 1965 e o casal mudou-se para Berlim Ocidental. Nesta cidade, Gudrun prosseguiu os seus estudos na Universidade Livre de Berlim, ao mesmo tempo em que se envolveu em manifestações contra a Guerra no Vietname. A Alemanha Ocidental não teve um envolvimento directo no conflito, mas os Estados Unidos tinham bases militares instaladas no seu território, contestadas pelos manifestantes.
Em 13 de Maio de 1967, Gudrun deu à luz um menino, Felix Robert, resultado de uma gravidez planeada. Contudo, a sua relação com Vesper degradava-se à medida que Gudrun se envolvia cada vez mais com a cultura estudantil de esquerda.

## Fração do Exército Vermelho
Em 2 de Junho de 1967, Gudrun participou na manifestação de Berlim contra o Xá do Irão (visto como um opressor por alguns e por outros como um reformador), na qual o estudante Benno Ohnesorg foi baleado pela polícia. A morte deste jovem seria determinante na radicalização de Gudrun, que a partir de então começou a considerar que o uso da violência era legítimo para combater um estado que ela via como violento. 
No ano seguinte, já separada do marido ao qual tinha deixado o cuidado do filho, Gudrun conheceu Andreas Baader, que se tornaria o seu novo parceiro e com o qual fundaria a Fração do Exército Vermelho.
Na madrugada do dia 3 de Abril de 1968,Ensslin e Baader incendiaram dois estabelecimentos comerciais em Frankfurt. Dois dias depois foram detidos, junto com Thorwald Proll e Horst Söhnlein. Durante o julgamento, Gudrun afirmou que o acto foi motivado pela guerra no Vietname.
Os dois seriam condenados a três anos de prisão, mas escaparam após catorze meses de detenção. Andreas voltaria a ser preso em Abril de 1970, mas Grudun convenceu a jornalista de esquerda Ulrike Meinhof a participar num plano para libertá-lo da cadeia, que se concretizou um mês depois. 

## Morte
Nos dois anos seguintes, Gudrun e outros membros da Fração do Exército Vermelho (a partir de então mais conhecida pela opinião pública como Grupo Baader-Meinhof, devido à celebridade alcançada por Andreas Baader e Ulrike Meinhof) procederiam a uma série de assaltos a bancos, homicídios e atentados, até serem detidos pela polícia. Ela foi presa no dia 7 de Junho de 1972, em Berlim. O seu subsequente julgamento, e dos outros líderes da organização, seria o mais caro de toda a história da justiça alemã.
Gudrun Ensslin foi encontrada morta, enforcada, na cela da prisão de Stammheim, a 18 de Outubro de 1977, no mesmo dia que Andreas Baader, também foi encontrado morto com um tiro na nuca. Presumivelmente ambos foram assassinados por policiais ou militares alemães, entretanto, o governo alemão sempre negou o fato.
O Baader-Meinhof passou para uma segunda geração de integrantes, sob o comando de Brigitte Mohnhaupt e Christian Klar, presos no início dos anos 80 depois de praticarem diversos atentados conhecidos com Outono Alemão, mas só deixou oficialmente de existir em 1998.